# Furry Lewis
Furry Lewis, właśc. Walter E. Lewis. (ur. 6 marca 1893, zm. 14 września 1981) – amerykański bluesman, wokalista, gitarzysta, grający także na harmonijce ustnej i reprezentujący country blues.

## Życiorys

### Początki
Urodził się w Greenwood w hrabstwie Leflore w stanie Missisipi. Jego ojcem był Walter Lewis Senior, a matką Victoria Jackson.
W wieku 6 lat nauczył się grać na zrobionej w domu gitarze. Jego nauczycielem był gitarzysta z Arkansas znany jako Blind Joe, który w 1934 r. nagra dwa utwory dla firmy Flyright-Matchbox. Około 1900 r. wraz z rodziną przeprowadził się do Memphis w stanie Tennessee, gdzie rozpoczął grać na ulicach dla napiwków. W wieku 10 lat nauczył się gry na harmonijce. W szkole otrzymał przydomek Furry.
Około 1906 roku uciekł z domu aby pracować z Jimem Jacksonem w tzw. „medicine shows”, co kontynuował do 1908 r. Od niego nauczył się grać techniką ślizgową (ang. slide)
Po powrocie do Memphis razem ze skrzypkiem Williem Polkiem założył zespół a następnie rozpoczął pracę w W. C. Handy Orchestra, z którą grał w lokalnych tawernach, salach tanecznych, na przyjęciach, zabawach i piknikach. Równocześnie pracował także solowo.
W latach 1908–16 często wędrował jako włóczęga po Południu i pracował jako wędrowny muzyk. W 1917 r. stracił w wypadku kolejowym nogę i posługiwał się od tej pory drewnianą protezą.
Po powrocie do Memphis razem z Jimem Johnsonem, Willem Shade’em i Gusem Cannonem założył grupę muzyczną, z którą występował w wielu znanych klubach Memphis – Pee Wee's, Big Grandy's, Cham Fields, B. B. Anderson's i innych, a także na ulicach.
Około 1920 r. udał się na tournée z Doctor Willie Lewis Medicine Show po Arkansas i Missisipi. W tym okresie często także współpracował z Memphis Minnie, Blind Lemon Jeffersonem, Texsas Alexandrem i innymi.
W tym też okresie osiedlił się w Memphis i imał się różnych prac pozamuzycznych (np. w garażu, a w latach 1923-1966 jako zamiatacz ulic) oraz okazjonalnie grał na domowych przyjęciach w rejonie miasta.
W latach 1923–1966 okazjonalnie współpracował z grupą Will Shade's Memphis Jug Band w Church's Park (obecnie W.C. Handy Park), na ulicach, w klubach i na przyjęciach domowych. Jednak mimo ich kariery nagraniowej, nie wystąpił z nimi na żadnej płycie.
W 1927 r. Ralph Peer zaangażował go do pierwszych nagrań dla firmy Vocalion w Chicago. 20 kwietnia nagrał 6 utworów, a 9 października 7 kolejnych. 28 sierpnia 1928 r. dla firmy Victor w Memphis nagrał 10 bluesów, z których popularnością cieszyły się zwłaszcza „Kassie Jones” (część 1 i 2). 22 września 1929 r. w Peabody Hotel w Memphis nagrał dla firmy Vocalion 4 utwory, wśród nich dwie wersje słynnego „John Henry”. Do ponownych nagrań zostanie zaproszony dopiero w 1943 r.

### Renesans i dalsza kariera
W 1959 r. „odkrył” go Samuel Charters. W lutym tego samego roku ponownie wszedł do studia nagraniowego i dla firmy Folkways nagrał „I'm Going to Brownsville”, a w kilka dni później dla firmy RBF nagrał dwa bluesy „John Henry” i „Casey Jones”. 3 października nagrał dla Folkways 9 kolejnych utworów.
W latach 60. w związku z renesansem bluesa i folku, występował w ośrodkach akademickich, na festiwalach folkowych i bluesowych oraz w klubach solo lub w towarzystwie Williego Boruma i Gusa Cannona.
W kwietniu 1961 r. dokonał wielu nagrań dla firmy Bluesville, które zostały wydane na dwóch albumach tej firmy.
W 1963 r. wystąpił w dokumentalnym filmie „The Blues”. Występował także w Bitter Lemon Coffeehouse w Memphis. Nagrywał również dla kilku firm w Memhis.
W 1964 r. wystąpił na Chicago Folk Festival w Chicago.
W 1966 r. wziął udział w serii koncertów w USA w ramach Memphis Blues Society Show.
W latach 1966–1969 występował na Memphis Blues Festival. W 1968 r. nagrania z tego festiwalu ukazały się na albumie wydanym przez brytyjską firmę Blue Horizon (7-63228).
W latach 1967–1968 koncertował w ramach Alabama State Troupers.
W 1968 r. nagrywał w Memphis dla brytyjskiej firmy Matchbox; nagrania te zostały wydane na albumie (LP 190).
W 1969 r. nagrywał dla kilku firm, w tym wspólnie w Bukką White’em oraz koncertował w nowojorskim Electric Circus.
W 1970 r. występował w nowojorskim klubie Cafe A-Go-Go, na Berkeley Blues Festival Uniwersytecie Kalifornijskim w Berkeley oraz w Beloit College w Beloit w stanie Wisconsin. Następnie pojawił się w programie telewizji publicznej (PBS) Homewood Show, a następnie wystąpił na Washington Blues Festival na Howard University w Waszyngtonie.
W 1971 r. pojawił się na filmie „Roots of American Music: Country & Urban Music, Pt 1”. Występował również w Gaslight Club w Nowym Jorku. Jeden z tych koncertów został wydany na albumie firmy Ampex. Następnie koncertował w Long Beach Civic Auditorium w Long Beach w Kalifornii. Występ został wydany przez firmę Electra. Występował również w Pasadena Civic Auditorium w Pasadenie w Kalifornii. Koncert został wydany na albumie wydanym przez firmę Electra.
W latach 1971–1973 brał udział w River City Blues Festival, który odbywał się w Ellis Auditorium w Memphis. Jeden z koncertów był transmitowany przez radio VOA.
W 1972 r. wystąpił na University of Chicago w Chicago w stanie Illinois. Następnie koncertował na Delta Blues Festival, który odbywał się na University of Arkansas w Fayetteville w stanie Arkansas. Pojawił się także w dwóch filmach francuskich „Blues Under the Skin” i „Out of the Blacks into the Blues (pt. 1: Along the Old Man River)”, oraz krótkim filmie „Thinking out Loud”. Następnie występował w ramach Memphis Blues Caravan w college'ach amerykańskich.
W latach 1972–1976 dokonał nagrań dla firmy Stax w Memphis.
W 1973 r. jako pierwszy Afroamerykanin w dowód swoich zasług artystycznych otrzymał od władz stanu Tennessee tytuł Honorowego Pułkownika. Mimo tego, dalej jego głównym źródłem zarobkowania było sprzątanie ulic.
W 1974 r. wystąpił w programie Johnny’ego Carsona The Tonight Show emitowanym przez telewizyjną stację NBC. Następnie występował w W. C. Handy Show w Henderson w stanie Kentucky, w Hotel Pontchartrain w Detroit w stanie Michigan i w Peanut's Pub w Memphis.
W 1975 r. wystąpił w filmie WW & the Dixie Dancekings. Następnie koncertował w Jubilee Jazz Hall w Memphis, a później na Cornell Folk Festival w Ithace w stanie Nowy Jork. W tym samym roku otworzył koncert The Rolling Stones w Memphis.
w 1976 r. występował w Memphis Blues Caravan w Performing Arts Center w Milwaukee w stanie Wisconsin.
W 1977 r. wystąpił w Mac Davis Show w telewizji NBC.
W 1978 r. wystąpił w programie telewizji publicznej PBS Good Mornin' Blues.
Pod koniec życia tracił wzrok na skutek katarakty.
Zmarł 14 września 1981 r. w Memphis.
Był dwukrotnie żonaty. Pierwszą żoną była Stella, a drugą – Versie. Miał jedną córkę.

## Ocena i krytyka
W 2012 r. Furry Lewis został wprowadzony do Blues Hall of Fame.
Furry Lewis jest niemal archetypiczną postacią w rozwoju bluesa w Memphis i to pomimo tego, że na ulicach miasta przeważnie występował z różnymi zespołami. Jednak bluesy, które śpiewał były wyróżniająco osobiste, a przy tym charakterystyczne dla bluesa z Memphis. Wymagania miejskiej publiczności wobec Lewisa, tak jak i wobec innych muzyków grających w mieście, zmuszały go do poszerzenia repertuaru o piosenki minstreli oraz ragtime'owe i folkowe. Chociaż właściwie prawie wszyscy bluesmani w Memphis pochodzili z Missisipi, miasto wymuszało na nich zmianę stylu. Dlatego styl śpiewu Lewisa był prosty i bardzo bezpośredni, bez upiększeń i nacisków na słowa czy zwroty.
Mimo że był bluesmanem, to prawdopodobnie będzie zawsze pamiętany jako wspaniały wykonawca wielkich ballad w rodzaju „Casey Jones”, „John Henry” i „Stackerlee”.
Grał na gitarze zarówno techniką palcową jak również potrafił wykorzystywać technikę ślizgową (ang. slide). Słowa jego ballad i bluesów wyrażały jego własne poglądy na wiele kwestii społecznych i obyczajowych nie stroniąc przy tym od specyficznego poczucia humoru.
Był pod wpływem Blind Joego, a wpłynął na Dave’a Van Ronka.

## Wybrana dyskografia i filmografia
Płyty/CD
- Furry Lewis Blues – (1959)
- Done Changed My Mind – (1962)
- The Complete Blue Horizon Sessions – (wznowienie na CD 2007 z dodatkowymi utworami)
- On the Road Again – (z Bukką White’em i Gusem Cannonem, 1969)
- In Memphis – (1970)
- Blues Masters, Vol. 5 – (1972)
- In His Prime (1927-1928) – (1988)
- Furry Lewis – (1998)
- Complete Recorded Works (1927-1929) – (2000)
- Heroes of the Blues: the Very Best of Furry Lewis – (2003)
- Party at Home: Recorded in Memphis 1968 – (z Bukką White’em, 2004)

DVD
- Legends of the Bottleneck Blues Guitar (2003. z innymi wykonawcami)
- Masters of the Country Blues: John Lee Hooker / Furry Lewis (2002)